# Маргарита (графиня Комменжа)
Маргарита де Комменж (Marguerite de Comminges) (ок. 1370—1443) — графиня Комменжа с 1375/1376.
Дочь и наследница Пьера-Раймона II де Комменжа и его жены Жанны де Комменж.
В 1378 году (14 мая) выдана замуж за Жана III, графа д’Арманьяк, который после свадьбы объявил себя графом Комменжа.
У них родилось двое детей, две дочери:
- Жанна, с 1409 года жена Гийома-Аманье де Мадайяна (1375—1414), сеньора де Леспар, де Блазимон, де Розан, де Пюжоль и де Канкон.
- Маргарита, с 1415 года жена Гийома II, виконта де Нарбонна, который был одним из семи сеньоров, сопровождавших Дофина Карла при встрече на мосту в Монтеро, когда был убит герцог Бургундии. Он погиб в сражении при Вернейле против англичан в 1423 году. Вторым браком она была замужем за Гийомом де Тиньере, бароном де Мардуань и дю Валь.

В 1391 году Жан III д’Арманьяк умер. Его брат Бернар VII, чтобы не упускать из своих рук графство Комменж, хотел жениться на Маргарите. Но она вышла замуж (1392) за его родственника, который был намного моложе невесты — Жана д’Арманьяка (1381—1402), сына Жеро д’Арманьяка - виконта Фезансаге и графа де Пардиак.
В 1402 году Бернар VII заточил Жеро д’Арманьяка, Жана д’Арманьяка, а потом и его жену в темницу, захватив их владения. Жан умер (или был убит), а Маргарита освободилась только в 1418 году, после смерти деверя. По одной из версий, Жан д’Арманьяк оказался в плену по наущению жены, и уже после его смерти она сама была посажена под замок.
В 1419 году Маргарита де Комменж вышла замуж в третий раз — за Матьё де Фуа, который был на 15 лет моложе её. Тот принял титул графа де Комменж, а жену заточил в замке Брамевак, где она провела 22 года. Свой поступок он объяснил тем, что опасается за свою жизнь, обвинив жену в убийстве второго мужа.
В 1441 году 70-летняя графиня была освобождена по требованию короля, после чего отписала ему все свои владения. Несмотря на это, Матьё де Фуа продолжал править Комменжем до своей смерти.
После освобождения Маргарита де Комменж жила при королевском дворе. Умерла в 1443 году в Пуатье.
В Санкт-Петербурге в Пассаже предлагается гравюра, на которой якобы изображена графиня Маргарита де Комменж. Однако по французским данным, на этой гравюре XVIII века изображена другая Маргарита де Комменж — жена Арно II де Дюрфора.
Существуют расхождения в дате рождения Маргариты. Во многих источниках указан 1363 год. Но её дочери от первого брака родились в конце 1380-х, о чём свидетельствует тот факт, что одна вышла замуж в 1409, другая — в 1415 году. А это значит, что сама Маргарита де Комменж в 1378 году, на момент первого замужества, была ещё ребёнком.